# 腐男
腐男，全稱腐男子（日语：／ Fudanshi），也作腐兄（／ Fukē），為基於腐女衍生而來的詞彙，即指喜歡BL、Bara、Yaoi作品的男性。「腐兄」一詞則是模仿「父兄」，2002年出現，最初見於PINK channel的801板。

## 辭意
「腐男子」是由「腐女子」衍生而來，代表喜歡BL的男性。各方面的定義與腐女相同，差別僅在自身性別。
Yaoi、BL的愛好者大多是女性，不少男性討厭這類愛好。有些喜歡BL、Yaoi動畫或小說的男性，則模仿腐女子說法，稱自己為腐男子。詞語有時亦指理解腐女子的男性，如Fudanshizm-腐男子主義-中的用法。詞語近年正逐漸普及，在大型SNS網站twitter，有人模仿腐女子的貴腐人、污長腐人等不同等級，提出腐男子→腐兄→腐士→腐将→腐神→腐墮，作為腐男子的等級區分。
自称腐男子的吉本松明（吉本たいまつ）認為，2000年代前半起，有愈來愈多的男性開始主動（而不是為了奚落）接觸Yaoi、BL作品。他們主要是先喜歡上男性向正太作品，接著慢慢對女性向正太BL作品產生興趣；看起來是少女，實際上是男性的「偽娘」類型作品亦跟著出現。
有男同性戀者可能經由腐女或網路、雜誌書店等渠道接觸到BL。也可能因為難以接觸到男同向雜誌或影視劇，轉而獲取、享受BL內容。但腐男子並不一定就是男同性戀者，仍有異性戀者存在。

## 註解
1. ↑  與「貴婦人」（／）同音。
2. ↑  與《網球甜心》中龍崎麗香的昵稱「蝴蝶夫人」（／）同音。
3. ↑  與「父兄」（／）同音。
4. ↑  與「武士」（／）同音。
5. ↑  與「武将」（／）同音。
6. ↑  與「武神」（／）同音。
7. ↑  與「佛陀」（／）同音。

## 關連書籍
- Fudanshizm-腐男子主義-（日语：フダンシズム-腐男子主義-） ISBN 4757522266